# The Phantom Agony (canción)
«The Phantom Agony» es el primer sencillo del álbum de estudio The Phantom Agony, primer disco de la banda neerlandesa de metal sinfónico Epica, lanzado en el año 2003. 

## Lista de canciones
1. «The Phantom Agony» (Versión sencillo) - 4:35
2. «Veniality» (Previously Unreleased Track) - 4:36
3. «Façade Of Reality» - 8:12
4. «Veniality» (Previously Unreleased Orchestral Version) - 4:37

- Datos: Q3045335